# Catedral de San Clemente (Praga)
La catedral de San Clemente  o bien la iglesia de San Clemente (en checo: Katedrála sv. Klimenta) es el nombre que recibe un templo católico de rito bizantino (ruteno) que se encuentra en Praga, en la República Checa, y que funciona como la catedral del exarcado apostólico para los católicos de rito bizantino de la República Checa (Exarchatus Apostolicus Reipublicae Cechae). La iglesia fue erigida como catedral con la bula "Quo aptius" del Papa Juan Pablo II, de 13 de marzo de 1996, que estableció el referido Exarcado.
La iglesia de una sola nave de estilo barroco, fue construida por los jesuitas en la zona Clementinum entre 1711 y 1715, diseñada por František Kaňka y construido por Antonio Lurago en el sitio de una iglesia gótica más antigua, donde los dominicos en 1227 fundaron su monasterio, que fue destruido por los protestantes husitas en 1420. La Capilla italiana, o la Capilla de la Virgen, fue construida por encima de la iglesia de San Clemente, entre 1590 y 1600, para los italianos católicos habitantes de Praga. Dentro de la iglesia se observa una rica decoración, con las estatuas de los Padres de la Iglesia y los Evangelistas colocados en nichos de las paredes, obra de Matthias Braun. El altar mayor está decorado con una pintura de Josef Kramolín. El iconostasio original fue posteriormente sustituido por uno nuevo en 1984.